# Berthold Oppenheim
Pour les articles homonymes, voir Oppenheim (homonymie).
Berthold Oppenheim, né le 29 juillet 1867 à Eibenschütz et décédé le 1942 au camp d'extermination de Treblinka, est un rabbin d'Olomouc (Moravie,,).